# بيل إيبوكيه (فلم)
بيل إيبوكيه (بالإنجليزية: Belle Époque) هو فيلم دراما من إنتاج وإخراج الإسباني فيرناندو ترويبا وصدر في سنة 1992.

## بطولة
- بينيلوب كروز

## الميزانية والإيرادات
حقق أرباحا تقدر بـ 5,418,216 (United States) دولار.

### ترشيحات وجوائز
| السنة | الحدث  | الفئة           | النتيجة  |
| ----- | ------ | --------------- | -------- |
|       | أوسكار | أفضل فيلم أجنبي | فـــــوز |

## وصلات خارجية
- مقالات تستعمل روابط فنية بلا صلة مع ويكي بيانات

1. ↑  "معلومات عن بيل إيبوكيه (فيلم) على موقع filmaffinity.com". filmaffinity.com. مؤرشف من الأصل في 2016-04-23.
2. ↑  "معلومات عن بيل إيبوكيه (فيلم) على موقع ssl.ofdb.de". ssl.ofdb.de. مؤرشف من الأصل في 2020-03-14.
3. ↑  "معلومات عن بيل إيبوكيه (فيلم) على موقع edb.co.il". edb.co.il. مؤرشف من الأصل في 2019-12-14. اطلع عليه بتاريخ أغسطس 2020. {{استشهاد ويب}}: تحقق من التاريخ في: |تاريخ الوصول= (مساعدة)